# Smaug giganteus
El zonuro gigante (Smaug giganteus) es un lagarto terrestre de la familia Cordylidae que habita en las sabanas del sur de África. Suele vivir en pequeños grupos, cavando madrigueras y alimentándose de invertebrados y vertebrados pequeños, el zonuro gigante está equipado con escamas en forma de púa similares a las del cordilo.